# Болдырев, Анатолий Капитонович
Анато́лий Капито́нович Бо́лдырев (14 [26] октября 1883 — 25 марта 1946) — русский учёный — кристаллограф, минералог, математик. Доктор геолого-минералогических наук (1934). Профессор Ленинградского горного института (1921).

## Биография
Анатолий Капитонович Болдырев родился в уездном городе Грайвороне Курской губернии в семье купца II гильдии. Его родители, Капитон Лукич и Агриппина Григорьевна Болдыревы, до 1861 года были крепостными крестьянами. Окончив в 1901 году Харьковское реальное училище, А. К. Болдырев поступил в Петербургский горный институт.
В 1904 году, в связи с участием в студенческих волнениях, вынужден был временно оставить учёбу. В конце 1910 года за участие в студенческом движении был арестован и административно сослан на три года в Пермскую губернию, сначала в Чердынский край, потом переведен в Нижний Тагил, где служил всю ссылку геологом Нижнетагильского округа.
Весной 1914 года уехал в Петербург и поступил гидрогеологом в отдел земельных улучшений, в течение лета 1914 года работал в Средней Азии в бассейне реки Чу и в районе озера Иссык-Куль. По возвращении из экспедиции в Петроград был мобилизован. После недолгого обучения и работы санитаром попал как нестроевой в химическую лабораторию дымовых завес близ Колпино в качестве химика-лаборанта, служил там до 1917 года.
После, будучи рядовым 3-го железнодорожного батальона, был выбран в Петроградский Совет рабочих и солдатских депутатов. В марте 1917 года вступил в партию Эсеров, из которой вышел сразу после Великой Октябрьской социалистической революции. В 1919 году Анатолий Капитонович окончил Горный институт. В 1921 и 1933 годах дважды был арестован, но оба раза после двухмесячного следствия выпускался на свободу.
7 октября 1938 года Болдырев был арестован в Ленинграде, затем осужден Особым Совещанием по статье АСО 26 июля 1939 года на 5 лет без поражения прав, прибыл на Колыму 5 ноября 1939 года и был освобожден 26 октября 1943 года. Поводом для ареста и осуждения А. К. Болдырева явилось то, что в 1926 году он был командирован на три месяца в Испанию, на Международный геологический конгресс в Германию для работы в рентгеновской лаборатории.
Высказывается мнение, что причиной ареста Болдырева послужил донос коллег, завидовавших успеху учёного. Именно в этот период имя Болдырева как крупнейшего кристаллографа страны стало широко известно за границей. Его статьи печатались в иностранных научных журналах, он участвовал в международных геологических конгрессах, посетил Испанию, Германию, где завоевал мировое признание в области кристаллографии, а французские ученые избрали его иностранным членом Французского минералогического общества.
На Колыме Болдырев первоначально был направлен на строительство Усть-Тасканской электростанции, на рытье котлована. С 18 ноября 1940 года, отбывая наказание, работал в Геологоразведочном управлении Дальстроя в должности инженера-геолога. После освобождения из лагеря в октябре 1943 года Болдырев работал в качестве старшего геолога и консультанта научно-исследовательского отдела Дальстроя.
25 марта 1946 года Анатолий Капитонович Болдырев погиб. Автомобиль, в котором он ехал в поселок Ола, провалился под лёд. Шофёр не смог выбраться из машины и утонул, а Анатолий Капитонович, сумев выбраться, замёрз, не добравшись до населённого пункта.

## Научная деятельность
В начале 1903 года Анатолий Капитонович Болдырев начал получать специализацию по кристаллографии, минералогии, петрологии и родственным наукам под руководством профессоров Е. С. Фёдорова и В. В. Никитина. Одна из первых работ Болдырева — «Основы геометрического учения о симметрии» (1907).
В 1910—1914 годах, находясь в ссылке, опубликовал ряд научных трудов по кристаллооптике, геометрии, региональной петрографии, буровому делу, теории подсчета запасов металла в россыпях.
5 июня 1921 года, после публичной защиты своих научных трудов на открытом собрании Геолого-Разведочного факультета Горного института, А. К. Болдырев единогласно утвержден «кандидатом на кафедре кристаллографии». Был назначен деканом Геолого-Разведочного факультета Горного института. С 1918 работал в Геологическом комитете. В летние периоды проводил полевые работы на месторождениях Урала, Алтая, Восточного Забайкалья.
По учебникам профессора Болдырева училось не одно поколение советских геологов. Им написаны три тома «Курса описательной минералогии», представляющих собой систематическое описание всех известных в то время минералов, а «Кристаллография» выдержала три издания и переведена на испанский язык. Вместе со своими помощниками он осуществил гигантский труд — «Определитель кристаллов», на составление которого ушло целое десятилетие. В Ленинградском горном институте Болдырев создал одну из первых в СССР рентгенометрическую лабораторию, первую и единственную в СССР кристалломодельную мастерскую, две гониометрических и кристаллизационную лабораторию для учебных и научных целей.
Продолжая работы Е. С. Фёдорова, Болдырев предложил метод определения химического состава минералов на основании измерений их кристаллов (1925). Создал приборы, облегчающие вычерчивание стереографических проекций, такие, как: «угловой циркуль», «стереографический транспортир».
Анатолий Капитонович Болдырев основал Федоровский институт кристаллографии, минералогии и петрографии, который стал научным центром, объединившим всех кристаллографов Советского Союза. Около двадцати лет своей жизни А. К. Болдырев посвятил педагогической деятельности. В 1934 году Высшая аттестационная комиссия утвердила одним из первых Анатолия Капитоновича Болдырева в ученой степени доктора геологических наук без защиты диссертации. В этом же году Болдырев разработал схему основных процессов минералообразования, ставшую основой коренного пересмотра экспозиции Горного музея по генетической минералогии.
В конце жизни Анатолий Капитонович работал над курсом «Высшая минералогия», который так и остался неоконченным.
В анкетном листе Анатолия Капитоновича Болдырева, составленном в 1938 году при его аресте, указано: «Научный стаж — 40 лет, педагогический — с 1918 по 1938 годы — 20 лет, профессорский — с 1919 года −19 лет. Имею свыше 80 печатных работ, из них 6 книг (курсы кристаллографии, минералогии и сводные работы)».

### Монографии
- Определитель кристаллов. Т. I, 1-я половина (коллектив авторов). Л.-М., ОНТИ, Гл. ред. геол.-разв. и геодез. лит., 1937.
- Определитель кристаллов. Т. I, 2-я половина (коллектив авторов). Л.-М., Ред. горно-топл. и геол.-развед. лит., 1939.
- Рентгенометрический определитель минералов. Ч.1 (коллектив авторов). Зап. ЛГИ, 1938, т. XI, вып.2.
- Рентгенометрический определитель минералов. Ч.2 (коллектив авторов). Зап. ЛГИ, 1939, т. XIII, вып.1.

### Учебники
- Основы кристаллографии. Курс лекций, читанных в Ленинградском горном институте в 1924—1925 гг. Л., изд. КУБУЧ, 1926 (литогр.).
- Курс описательной минералогии. Вып. I. Л., Научно-химико-техн. изд. НТО ВСНХ, 1926.
- Курс описательной минералогии. Вып. II. Изд. КУБУЧ, 1928.
- Кристаллография. Л., изд. КУБУЧ, 1930.
- Рабочая книга по минералогии, составленная коллективом авторов, кн. 1 и 2 (частичное авторство и общая редакция).
- Cristallografia. Barcelona-Madrid, 1934. XV, 432 pp.
- Кристаллография. Изд. 3, испр. и доп. Л.-М.-Грозный-Новосибирск., Гос. научно-техн. горно-геолого-нефт. изд-во, 1934, 431 с.
- Курс описательной минералогии, вып. III. Л.-М., ОНТИ НКТП СССР, 1935.
- «Предисловие» (совместно с Б. В. Черныхом) и «Введение к силикатам». В кн.: Курс минералогии. Под ред. А. К. Болдырева, Н. К. Разумовского и В. В. Черныха. ОТИ, 1936.

### Статьи
- Основы геометрического учения о симметрии. Зап. СПб. минерал. об-ва, 1907, ч. 45, вып.1.
- Петрография Восточного Мурмана (Лапландия). Зап. АН, 1913, т. XXXI, 8.
- Теория подсчета запасов металла в расшурфованной россыпи. Горн. журн., 1914, кн.7-8.
- Карта главнейших полиметаллических месторождений Русского Алтая (совместно с И. Ф. Григорьевым). Зап. Горн. ин-та, 1926, т. VII.
- Комментарии к работе Е. С. Федорова «Das Kristallreich». Изд. АН, 1926.
- Die chemischen Formeln des Nayagits. Zentralbl. Mineral., 1924, No 24.
- Критические замечания о статье А. Н. Заварицкого «Об оптическом исследовании минералов в сходящемся поляризованном свете». Зап. ВМО, 1924, ч. 52.
- Переход от рентгенограмм кристаллов к циклическим диаграммам W.L.Bragg’а. Зап. ВМО, 1924, ч.52.
- Принципы нового метода кристаллографического диагноза вещества. Зап. ВМО, 1924, ч. 53, вып.2.
- Классификация запасов полезного ископаемого в месторождении. Горн. журн., 1926, No 11.
- Дополнения к статье «О классификации запасов полезного ископаемого в месторождении». Горн. журн., 1927, No 2.
- Объем геохимии как отдельной науки. В сб.: Сообщ. о научно-техн. работах в России. 1928, вып.23.
- Разделение русских вольфаматов железа и марганца на минералогические виды и связь состава природных вольфраматов с их чертой (совместно с Э. Я. Ляски). Зап. ВМО, 1929, ч.58, вып.2.
- Эволюция учения о кристаллическом составе вещества. Зап. ВМО, 1929, ч.58, вып.2.
- Редкоземельные апатиты Лебяжинского рудника и горы Высокой на Урале. Матер. по общ. и прикл. геол., 1930, вып. 142.
- Строение кристаллического вещества. В кн.: Менделеев Д. И. Основы химии, 1931, т. I.
- Классификация, номенклатура и символика 32 видов симметрии кристаллов (совместно с В. В. Доливо-Добровольским). Зап. Горн. инст., 1934, т. VIII.
- Uber die Bezeichnung polymorpher Modifikationen. Min. Petrogr. Mitt., 1936, Bd.47.
- «Из чего состоят Крымские горы» и «Возраст Крымских гор». Всесоюзная здравница, 1936, 15 октября, No 61; 17 октября, No 63.
- Атомные и ионные радиусы в кристаллах. Тр. Юбилейн. менделеевск. съезда. М.-Л., Изд. АН СССР, 1936.
- Are there 47 or 48 simple forms possible on crystals? Am. Miner., 1936, v.21, No 11.
- Химическая конституция и кристаллическая структура слюд. В кн.: Слюды СССР, Л., ЦНИГРИ, 1937.
- Рентгенометрическое исследования шунгита, антрацита и каменного угля (совместно с Г. А. Ковалевым). Зап. ЛГИ, 1937, т. X, вып. 2.
- Химическая валентность и расширенное понятие об изоморфизме. Применение к формулам слюд. Матер. ЦНИГРИ, 1938, Общ. сер., сб.3.
- Очерки высшей минералогии. Очерк I. Понятие о высшей минералогии и её содержание. Очерк II. История минералогии. Бюлл. журн. «Колыма», 1944, No 1.
- Мировые месторождения золота. Матер. по геол. и полезн. ископ. Северо-Востока СССР, 1946, вып. 2.
- О природе «налетов» на наледях Колымо-Индигирского края (совместно с А. П. Васьковским и Т. А. Ефимовой). Матер. по геол. и полезн. ископ. Северо-Востока СССР, 1946, вып. 2.

## Память
- Именем Анатолия Капитоновича Болдырева в Магадане названы улица и сквер.
- Минерал Болдыревит назван в честь Анатолия Капитоновича Болдырева.
- Имя Анатолия Капитоновича Болдырева носит одна из горных вершин в Магаданской области.